# Vinsobres (AOC)
Pour l’article homonyme, voir Vinsobres.
Le vinsobres est un vin  rouge tranquille  d'appellation d'origine contrôlée produit sur la commune de Vinsobres dans le département de la Drôme.

## Histoire
La culture de la vigne dans la région de  Vinsobres est introduite par les Grecs. Les Romains perpétuent cette culture et les légions romaines, en garnison à Vaison-la-Romaine prennent leur repos à Vinsobrium.
C'est en 1633, que Joseph Marie de Suarès, évêque de Vaison et grand amateur de ce cru donna cette sentence, qui est de nos jours celle de tous les vignerons du terroir : « Vinsobres ou sobre vin, prenez-le sobrement ».
D’après le cadastre de 1824, le vignoble de « Vinsobres » couvre 286 hectares. En 1882, il est réduit à une cinquantaine d’hectares (crise du phylloxéra). L'augmentation est importante à partir de 1956 car, après le gel de cette année-là, la vigne supplante l'olivier : 820 hectares en 1965, 1 340 hectares en 1980 et à 2 000 hectares en 2005. En 2009, la superficie est d’environ 450 hectares pour une production moyenne annuelle de 15 000 hectolitres environ.
Le « Syndicat de l’Union des agriculteurs de Vinsobres » dépose ses statuts à la préfecture de Valence le 28 décembre 1898. C'est l'embryon de l'actuel « Comité des vignerons ».
Jusqu'alors classé en côtes-du-rhône-villages, le vin rouge de Vinsobres, par le décret du 17 février 2006, avec effet rétroactif sur la récolte 2004, devient la première appellation locale des côtes-du-rhône en Drôme provençale. Le cahier des charges de l’appellation a été modifié en juillet 2024.

### Étymologie
La forme la plus ancienne est de Vinzobrio, attestée en 1137. Elle est composée du thème vintio-, d'origine pré-celtique vin-t (hauteur) et du suffixe celte briga (montagne).

## Vignoble
L'aire d'appellation est située dans la partie française de la vallée du Rhône, au sud du département de la Drôme sur l'unique commune de Vinsobres. Ce vignoble se trouve à 9 km au sud-ouest de Nyons, à 14 km au nord-est de Tulette, à 12 km au sud-est de Valréas et à 15 km au nord de Vaison-la-Romaine. Les communes limitrophes sont Mirabel-aux-Baronnies et Saint-Maurice-sur-Eygues.
Il s'agit d'une des appellations des côtes du Rhône méridionales, en rive droite de l'Eygues, entre les dénominations côtes-du-rhône-villages Nyons en amont (nord-est) et côtes-du-rhône-villages Saint-Maurice plus en aval (sud-ouest).

### Orographie et géologie
Le vignoble s'étend sur des collines, orientées N. E. / S. O., dont le point culminant atteint plus de 500 mètres. Le terroir viticole est structuré en quatre niveaux : 
- moins de 230 mètres,
- 230 – 260 mètres,
- 260 – 350 mètres,
- plus de 350 mètres.

Les hauts coteaux sont constitués de dépôts du Miocène moyen et supérieur, essentiellement des marnes sableuses d'origine marines ou continentales. Elles sont couronnées par des conglomérats du miocène terminal riches en éléments grossiers formant, au sommet des collines, de hauts plateaux caillouteux. L'ensemble de ces dépôts a été remaniés au Pliocène, au N. - E. du village par des marnes conglomératiques qui ont comblé les talwegs creusés par l'érosion.

### Climatologie
L'aire d'appellation est située dans la zone d’influence du climat méditerranéen : les étés sont chauds et secs, liés à la remontée en latitude des anticyclones subtropicaux, entrecoupés d’épisodes orageux parfois violents. Cependant, étant située au nord de la région PACA, quasiment à la limite nord de la culture de l'olivier, certains préfèrent parler d'un climat méditerranéen à influence continentale. Le froid de l'hiver est donc plus important qu'au sud du département. La neige et la glace se voient souvent et le gel au printemps est redouté des vignerons et des paysans. Le climat de ce terroir est soumis à un rythme à quatre temps : deux saisons sèches (une brève en hiver, une très longue et accentuée en été), deux saisons pluvieuses, en automne (pluies abondantes et brutales) et au printemps. Sa spécificité est son climat méditerranéen qui constitue un atout exceptionnel :
- Le mistral assainit le vignoble ;
- La saisonnalité des pluies est très marquée ;
- Les températures sont très chaudes pendant l'été.

Pour la station météorologique de Vinsobres (à 346 mètres d'altitude : 44° 20′ 14″ N, 5° 03′ 36″ E), les données climatiques sont :
| Mois                              | jan.  | fév. | mars  | avril | mai   | juin  | jui.  | août | sep.  | oct.  | nov.  | déc.  | année   |
| --------------------------------- | ----- | ---- | ----- | ----- | ----- | ----- | ----- | ---- | ----- | ----- | ----- | ----- | ------- |
| Température minimale moyenne (°C) | 2,5   | 2,3  | 5,1   | 7,7   | 11,3  | 14,9  | 17,3  | 17,2 | 13,6  | 10,4  | 6,1   | 3,3   | 9,3     |
| Température moyenne (°C)          | 6,2   | 6,6  | 10    | 12,8  | 16,8  | 20,9  | 23,7  | 23,4 | 19    | 14,9  | 9,8   | 6,8   | 14,2    |
| Température maximale moyenne (°C) | 9,9   | 10,9 | 15    | 18    | 22,3  | 26,9  | 30    | 29,7 | 24,4  | 19,4  | 13,6  | 10,3  | 19,2    |
| Nombre de jours avec gel          | 7,7   | 6,8  | 1,8   | 0     | 0     | 0     | 0     | 0    | 0     | 0,1   | 1,7   | 6     | 24,1    |
| Ensoleillement (h)                | 129,8 | 139  | 205,5 | 211,7 | 240,2 | 249,2 | 290,5 | 282  | 181,9 | 133,4 | 118,2 | 108,4 | 2 289,8 |
| Précipitations (mm)               | 61,5  | 42,1 | 50,7  | 71,9  | 64,6  | 43,5  | 37,6  | 51,3 | 102,6 | 102,1 | 106,4 | 54,2  | 788,5   |

| Diagramme climatique                                  |             |           |           |              |              |            |              |               |               |              |             |
| J                                                     | F           | M         | A         | M            | J            | J          | A            | S             | O             | N            | D           |
| 9,92,561,5                                            | 10,92,342,1 | 155,150,7 | 187,771,9 | 22,311,364,6 | 26,914,943,5 | 3017,337,6 | 29,717,251,3 | 24,413,6102,6 | 19,410,4102,1 | 13,66,1106,4 | 10,33,354,2 |
| Moyennes : • Temp. maxi et mini °C • Précipitation mm |             |           |           |              |              |            |              |               |               |              |             |

### Encépagement
Il est composé de grenache N (72,34 %), de syrah (18,23 %) ainsi que de cinsault (3,43 %), mourvèdre (2,90 %) et carignan (2,77 %).

## Vins
Les données de production des années récentes, telles que publiées par les Douanes, sont :
| Année | Superficie (ha) | Production (hl) | Rendement (hl/ha) |
| ----- | --------------- | --------------- | ----------------- |
| 2020  | 532             | 16 698          | 31                |
| 2021  | 523             | 17 671          | 34                |
| 2022  | 551             | 17 940          | 33                |
| 2023  | 553             | 18 984          | 34                |
| 2024  | 553             | 18 799          | 34                |

### Vinification en rouge
Comme de nombreux vignobles en dessous du 45e parallèle, les côtes-du-rhône méridionales, dont fait partie l'appellation sont des vins assemblant plusieurs cépages. Ceci est justifié par les caractéristiques climatiques régionales avec des étés très chauds, sinon torrides, et la présence du mistral, vent excessif, qui participent à la surmaturation des cépages. Tous les essais de vinification mono-cépage ont démontré que ces vins ne peuvent atteindre une qualité élevée et donner la véritable expression du terroir. Par contre l'assemblage de plusieurs variétés permet d'obtenir un parfait équilibre entre acidité, alcool et tannins. 
C'est le grenache noir qui représente la plus importante proportion, il est assemblé avec la syrah. Ces cépages permettent d'obtenir un parfait équilibre et donnent des grands vins de garde qui truffent en vieillissant. En fonction des parcelles et des micro-climats, l'assemblage peut varier en pourcentage.

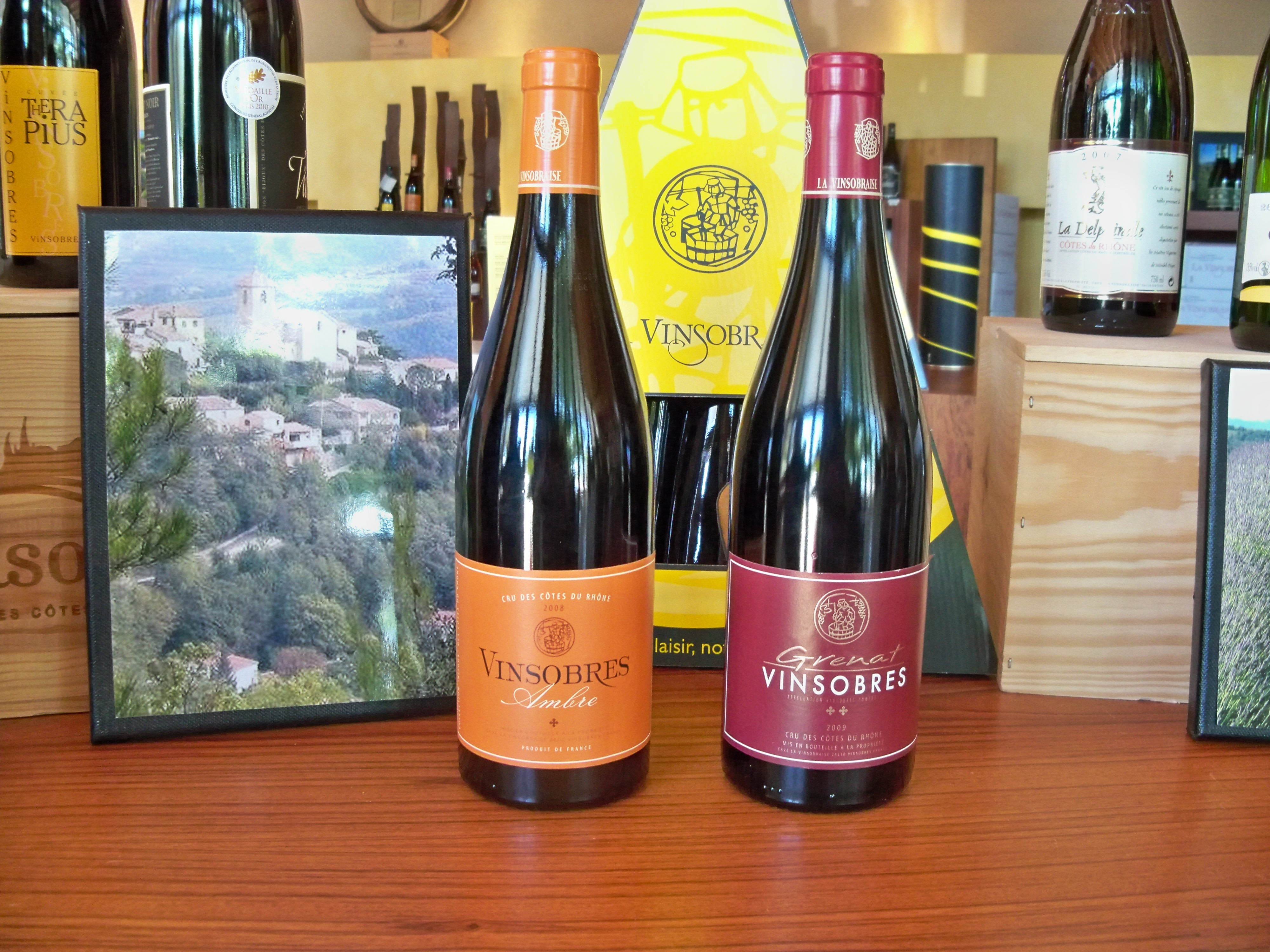
Deux bouteilles de l'AOC vinsobres.

### Structure des exploitations

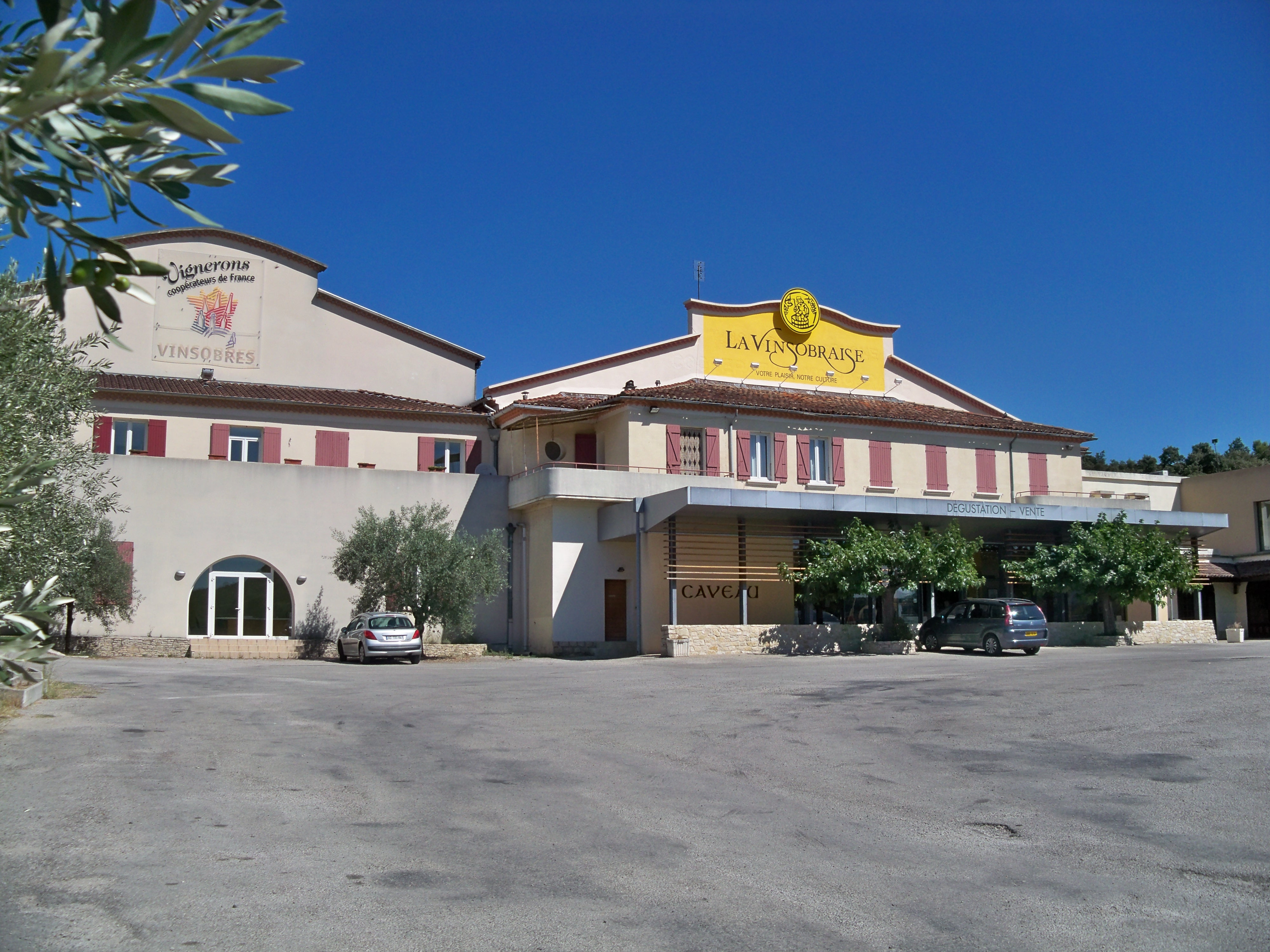
La Vinsobraise, cave des vignerons de Vinsobres
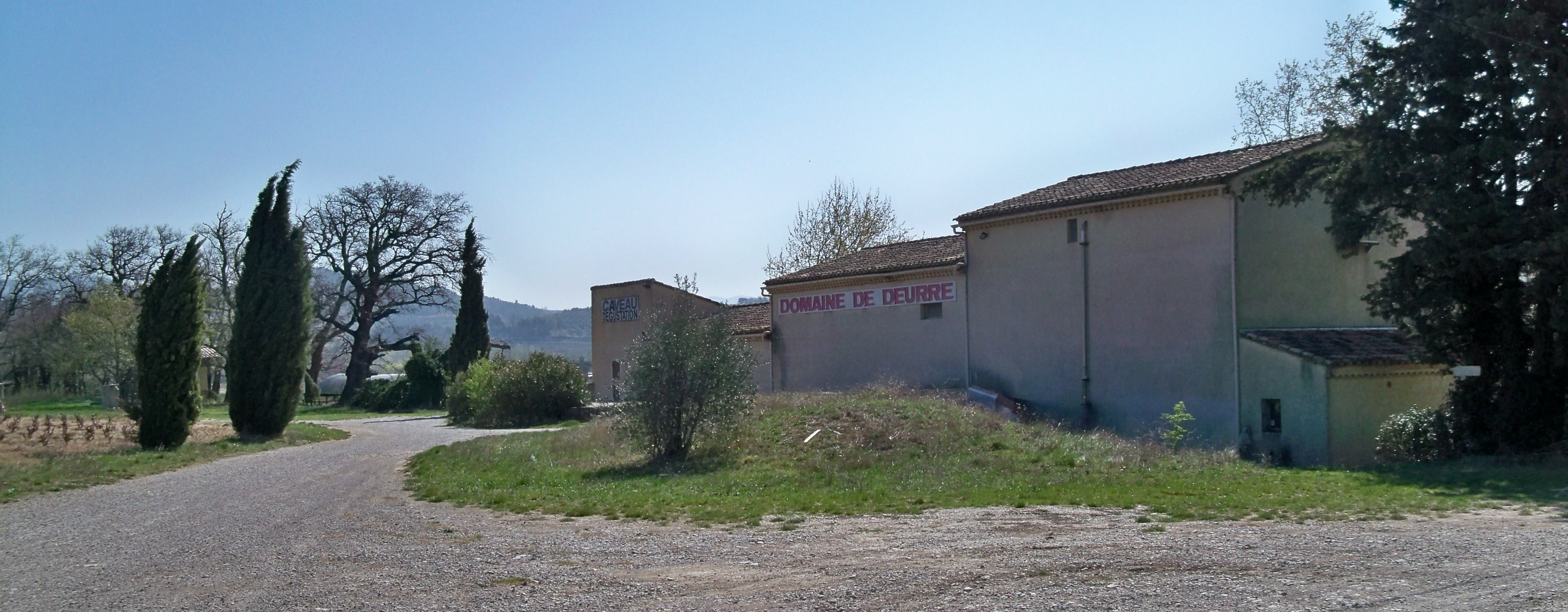
Domaine de Deurre
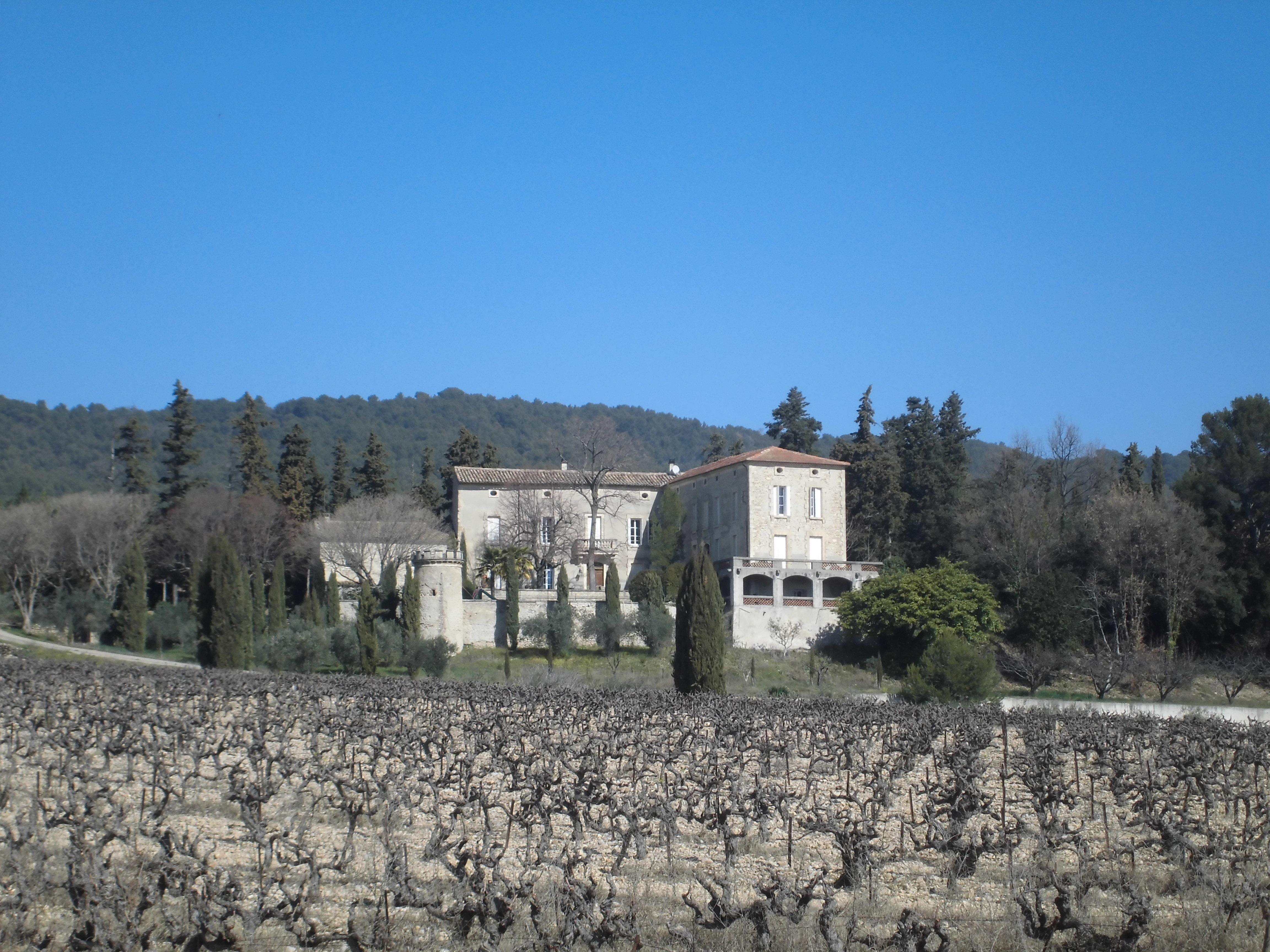
Château de Rouanne

### Gastronomie

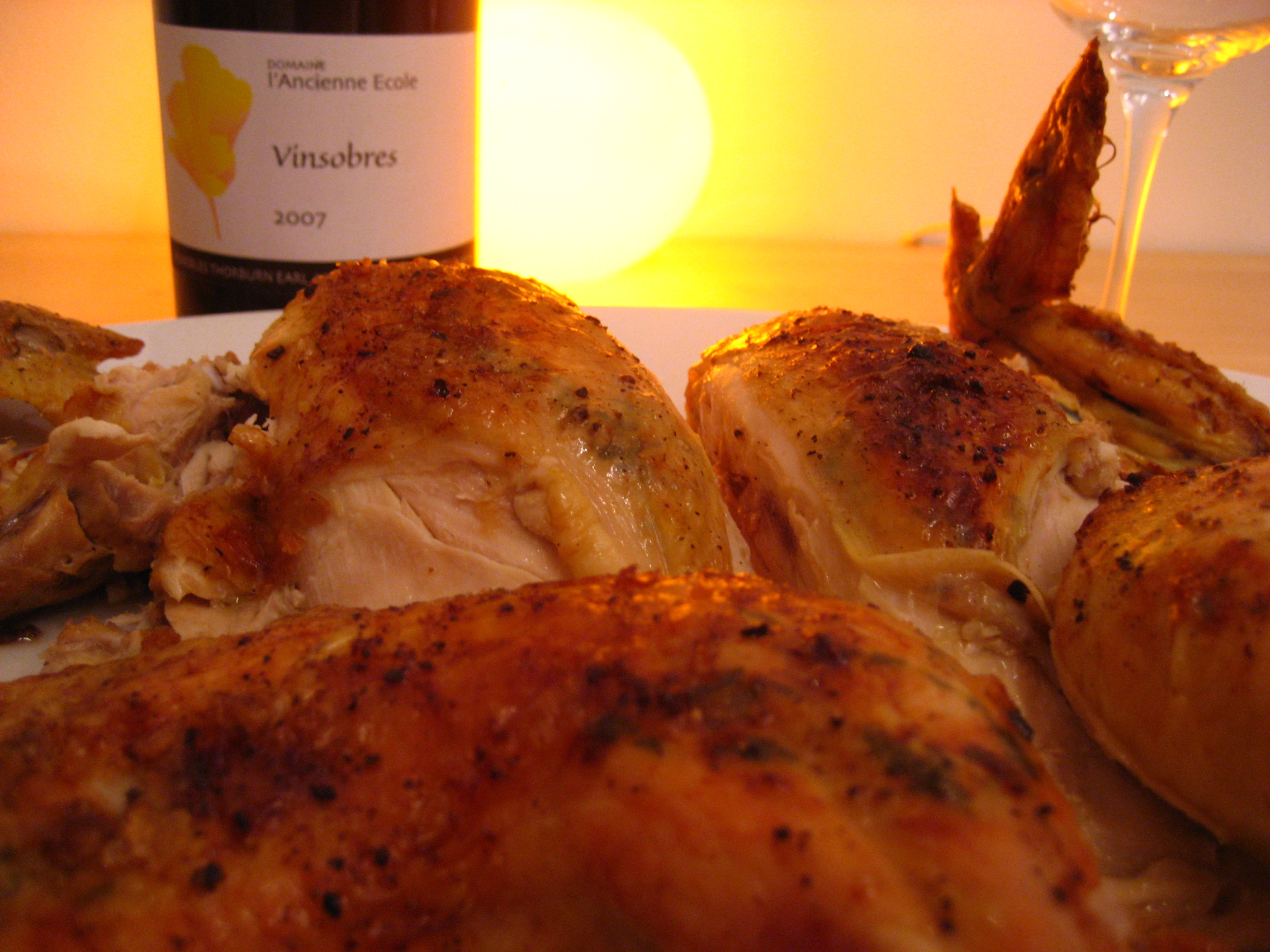
AOC vinsobres et volaille rôtie.

Chaque année, à la mi-août, les vignerons de Vinsobres organisent une semaine du goût. Les vins rouges accompagnent traditionnellement un salmis de grives ou une épaule d'agneau à l'ail. Les produits du terroir truffes, olives, lièvre, gibier et volaille se marient parfaitement avec ces vins. D'autres accords sont possibles avec un chapon rôti, du bœuf mode, braisé ou en daube, des cailles grillées ou rôties, un canard rôti ou aux olives, ainsi qu'avec des fromages comme l'époisses ou le brillat-savarin.

### Millésimes
Ils correspondent à ceux du vignoble de la vallée du Rhône. Ils sont notés : année exceptionnelle , grande année , bonne année ***, année moyenne **, année médiocre *.
| Caractéristiques | Article de qualité | ***                | ***                | Bon article        | Article de qualité | Bon article        | Bon article        | ***                | Bon article | Bon article        |
| Millésimes 1990 | 1999               | 1998               | 1997               | 1996               | 1995               | 1994               | 1993               | 1992               | 1991        | 1990               |
| Caractéristiques | ***                | ***                | **                 | ***                | Bon article        | **                 | **                 | **                 | ***         | Article de qualité |
| Millésimes 1980 | 1989               | 1988               | 1987               | 1986               | 1985               | 1984               | 1983               | 1982               | 1981        | 1980               |
| Caractéristiques | Article de qualité | Article de qualité | Bon article        | ***                | Article de qualité | **                 | Bon article        | ***                | Bon article | Article de qualité |
| Millésimes 1970 | 1979               | 1978               | 1977               | 1976               | 1975               | 1974               | 1973               | 19722              | 1971        | 1970               |
| Caractéristiques | Bon article        | Article de qualité | Bon article        | **                 | ***                | Bon article        | ***                | **                 | **          | Article de qualité |
| Millésimes 1960 | 1969               | 1968               | 1967               | 1966               | 1965               | 1964               | 1963               | 1962               | 1961        | 1960               |
| Caractéristiques | **                 | *                  | Article de qualité | Article de qualité | ***                | ***                | **                 | **                 | ***         | Article de qualité |
| Millésimes 1950 | 1959               | 1958               | 1957               | 1956               | 1955               | 1954               | 1953               | 1952               | 1951        | 1950               |
| Caractéristiques | Bon article        | Bon article        | Article de qualité | Bon article        | Bon article        | ***                | Bon article        | Article de qualité | **          | Article de qualité |
| Millésimes 1940 | 1949               | 1948               | 1947               | 1946               | 1945               | 1944               | 1943               | 1942               | 1941        | 1940               |
| Caractéristiques | Article de qualité | Article de qualité | Article de qualité | Bon article        | Article de qualité | **                 | Article de qualité | Bon article        | **          | **                 |
| Millésimes 1930 | 1939               | 1938               | 1937               | 1936               | 1935               | 1934               | 1933               | 1932               | 1931        | 1930               |
| Caractéristiques | *                  | Bon article        | Bon article        | ***                | **                 | Article de qualité | Article de qualité | **                 | **          | **                 |
| Millésimes 1920 | 1929               | 1928               | 1927               | 1926               | 1925               | 1924               | 1923               | 1922               | 1921        | 1920               |
| Caractéristiques | Article de qualité | Article de qualité | **                 | Bon article        | **                 | Bon article        | Bon article        | **                 | Bon article | Bon article        |
| Sources : Yves Renouil (sous la direction), Dictionnaire du vin, Éd. Féret et fils, Bordeaux, 1962 ; Alexis Lichine, Encyclopédie des vins et alcools de tous les pays, Éd. Robert Laffont-Bouquins, Paris, 1984, Les millésimes de la vallée du Rhône & Les grands millésimes de la vallée du Rhône |                    |                    |                    |                    |                    |                    |                    |                    |             |                    |

Soit sur 90 ans, 24 années exceptionnelles, 26 grandes années, 16 bonnes années, 22 années moyennes et 2 années médiocres.

### Commercialisation
Le syndicat des vignerons de l'appellation est représenté au sein de la Commanderie des Costes du Rhône, confrérie vigneronne, qui tient ses assises au château de Suze-la-Rousse, siège de l'Université du vin.

### Principaux producteurs
Producteurs
- Domaine Autrand
- Domaine le Puy du Maupas
- Domaine du Coriancon
- Domaine Chaume-Arnaud (earl)
- Domaine du Moulin
- Château de Verone
- Domaine Saint-Vincent
- Domaine de Deurre
- Cave la Vinsobraise
- Domaine Bouchard de la Bicarelle
- Château de Rouanne
- Domaine Peysson
- Domaine le Pré-Neuf
- Domaine Jaume
- Serre Besson, Poor Devil Wines

Négociants
Famille Jaume Pascal & Richard
- Louis Mousset, 26790 Tulette

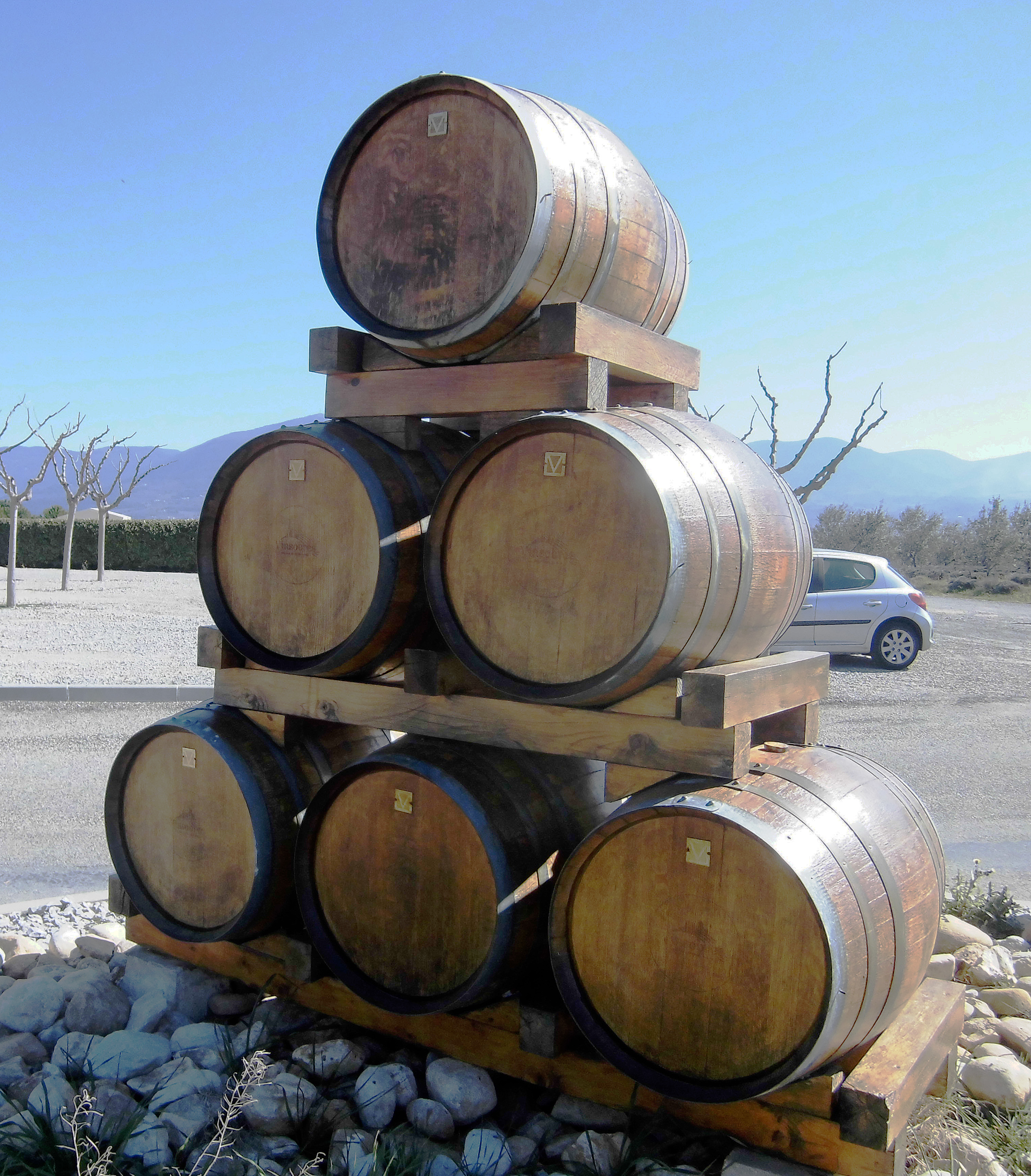
Entrée de Vinsobres, village viticole

- La Compagnie Rhodanienne, 30120 Castillon du Gard
- R & D Vins, 30290 Laundun
- Jérôme Quiot Sélection, 84230 Châteauneuf du pape
- Les Grandes Serres, 84230 Châteauneuf du pape
- Maison Bouachon, 84230 Châteauneuf du pape
- Ogier Cave des papes, 84230 Châteauneuf du pape
- Saint Benoit, 84230 Châteauneuf du pape
- Vignobles Du Peloux, 84350 Courthezon
- Maison Gabriel Meffre, 84190 Gigondas

### Caveaux de dégustation

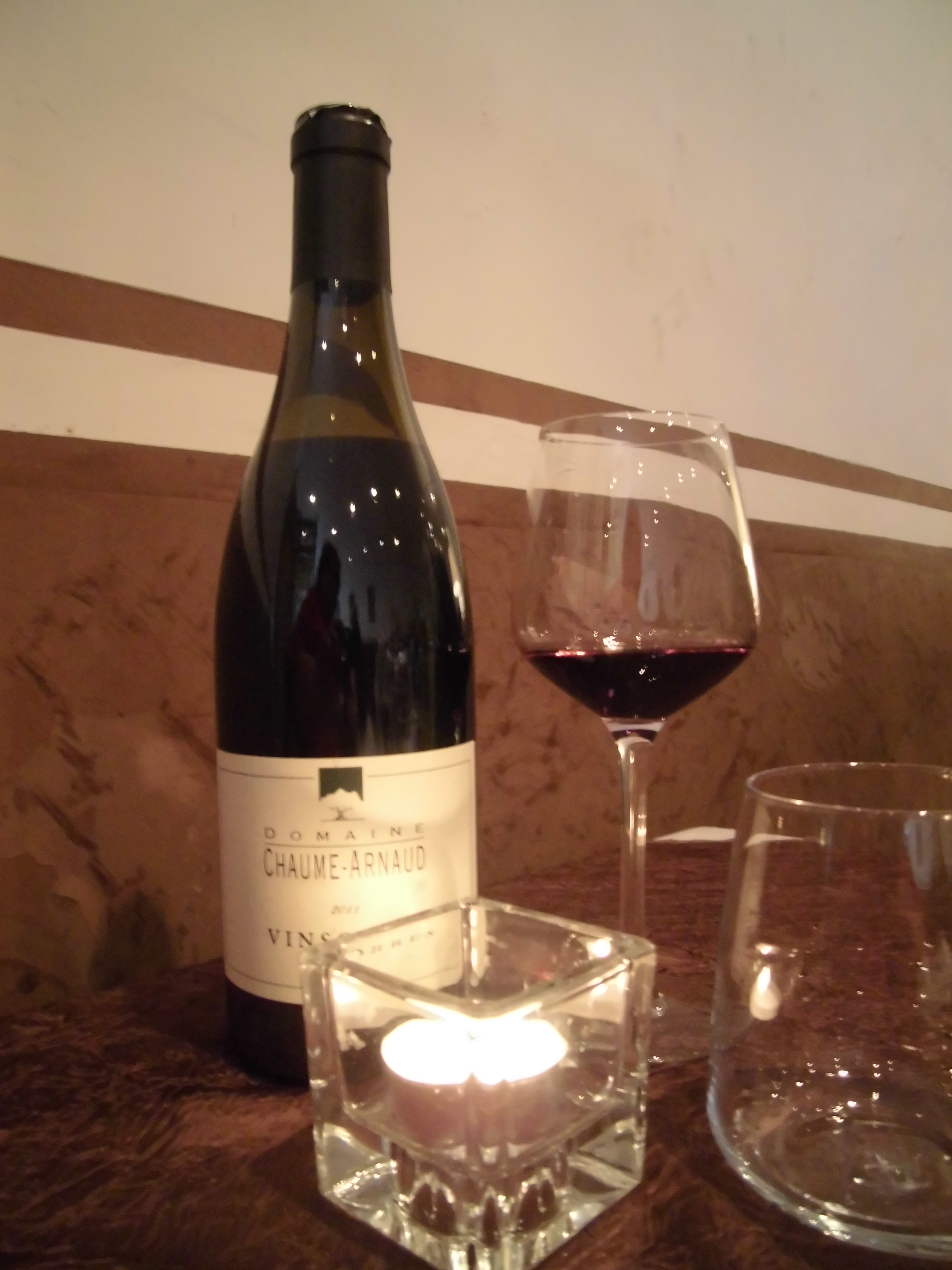
Domaine Chaume Arnaud

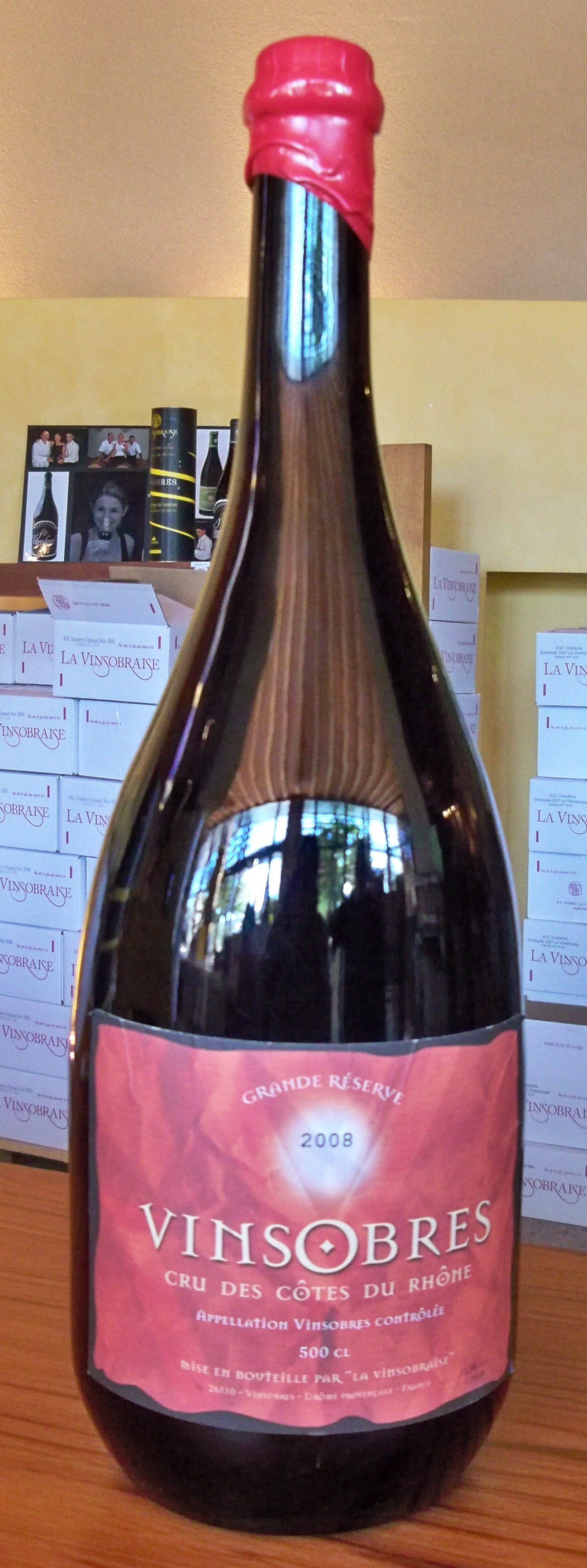
Magnum de Vinsobres

Une charte de qualité, à laquelle adhèrent caves et domaines de Vinsobres, a été mise en place dans la vallée du Rhône par Inter Rhône. Elle propose trois catégories différentes d'accueil en fonction des prestations offertes par les professionnels. 
La première - dite accueil de qualité - définit les conditions de cet accueil. Un panneau à l'entrée doit signaler que celui-ci est adhérent à la charte. Ce qui exige que ses abords soient en parfait état et entretenus et qu'il dispose d'un parking proche. L'intérieur du caveau doit disposer d'un sanitaire et d'un point d'eau, les visiteurs peuvent s'asseoir et ils ont de plus l'assurance que locaux et ensemble du matériel utilisé sont d'une propreté irréprochable (sols, table de dégustation, crachoirs, verres).
L'achat de vin à l'issue de la dégustation n'est jamais obligatoire. Celle-ci s'est faite dans des verres de qualité (minimum INAO). Les vins ont été servis à température idéale et les enfants se sont vu proposer des jus de fruits ou des jus de raisin. Outre l'affichage de ses horaires et des permanences, le caveau dispose de fiches techniques sur les vins, affiche les prix et offre des brochures touristiques sur l'appellation. 
Caveaux à Vinsobres
 
La seconde - dite accueil de service - précise que le caveau est ouvert cinq jours sur sept toute l'année et six jours sur sept de juin à septembre. La dégustation se fait dans des verres cristallins voire en cristal. Accessible aux personnes à mobilité réduite, il est chauffé l'hiver et frais l'été, de plus il dispose d'un éclairage satisfaisant (néons interdits). Sa décoration est en relation avec la vigne et le vin, une carte de l'appellation est affichée. Il dispose d'un site internet et fournit à sa clientèle des informations sur la gastronomie et les produits agroalimentaires locaux, les lieux touristiques et les autres caveaux adhérant à la charte. Des plus les fiches techniques sur les vins proposés sont disponibles en anglais
Caveaux à Vinsobres
La troisième - dite accueil d'excellence - propose d'autres services dont la mise en relation avec d'autres caveaux, la réservation de restaurants ou d'hébergements. Le caveau assure l'expédition en France pour un minimum de vingt-quatre bouteilles. Il dispose d'un site Internet en version anglaise et le personnel d'accueil parle au moins l'anglais.
Caveaux à Vinsobres